# Goos
Goos é uma comuna francesa na região administrativa da Nova Aquitânia, no departamento Landes. Estende-se por uma área de 10,4 km². Em 2010 a comuna tinha 524 habitantes (densidade: 50,4 hab./km²).